# Susanna Lira
Susanna Lira (Rio de Janeiro) é uma cineasta brasileira. 

## Carreira
Susanna Lira é graduada em Jornalismo pelas Faculdades Integradas Hélio Alonso, especialista em Biopolítica Criminal pela Pontifícia Universidade Católica do Rio Grande do Sul, especialista em Filosofia pela Universidade Candido Mendes e especialista em Direito Internacional e Direitos Humanos pela Universidade Candido Mendes. Atualmente, faz mestrado em Psicanálise. 
Já dirigiu 18 longas metragens e dezenas de curtas e séries, acumulando mais de 120 prêmios em festivais no Brasil e no exterior. Suas obras foram exibidas em mostras especiais dedicadas a sua trajetória no Chile, Uruguai, Argentina e Brasil. Em 2024 foi finalista como Melhor diretora Latino americana de ficção nos Prêmios Produ (México). 
Ao longo de 20 anos de carreira trabalhou para vários veículos de comunicação, como: Globoplay, Disney,Star+, HBO, Paramount+, Universal Channel, Al Jazeera, TV Globo, Canal GNT, TV Cultura, TV Brasil ,Canal Futura, SESCTV, TV CAMARA, Cinebrasil TV, Canal Curta, Fashion TV e Multishow.  
Tem uma longa e reconhecida carreira como diretora, tendo sido inclusive homenageada em vários países: no Festival de Cine Independente de Mar del Plata 2016 na Argentina, com a mostra "Susanna Lira - Hasta el limite"; no Festival Tenemos que ver no Uruguai em 2018 e no Festival FEMCINE, no Chile em 2019. No Brasil, foi homenageada em 2021 com a Mostra SUSANNA LIRA organizada pelo Infinitto Festival e em 2022 recebeu o troféu Honraria de arte do Cinefoot. 

## Filmografia

### Documentários em longa-metragem
| Ano  | Título                              | Festivais | Premiações |
| ---- | ----------------------------------- | --- | --- |
| 2024 | Fernanda Young, Foge-me ao Controle | - É Tudo Verdade - 29º Festival Internacional de Documentários (2024) | |
| 2023 | Para os que Ficam                   | | |
| 2023 | Nada Sobre Meu Pai                  | - Golden Bridge İstanbul Short Film Festival - Festival de Málaga (Espanha) - 4ª Edição do Cinéma de Femmes de Paris - PIRIDOC_2024 - CITRONELA DOC_2023 - Festival de Aruanda 2023 - Festiva de cinema Trieste_itália - Festival RETAMA_Peru_2023 - Festival Atlantidoc_Uruguai - Mostra Competitiva STAR BEACH, do MA Beach Film Festival - Festival Internacional del Cine Documental-EDOC_Equador - 17ª CineBH, na Mostra Continente – Territórios da Latinidade - Festival Internacional de Cine de Cuenca 2023 - 16th Festival Internacional de Cine de Oriente (FICO) - Colômbia 4th Docu Film León - 19ª edição do Festival Brésil en Mouvements - 10º Días de Cine - Lateinamerikanisches Filmfest - Festival de Cine por los Derechos Humanos (Colômbia) - Festival LASA_LATIN AMERICAN STUDIES ASSOCIATION_2023 - FICiP - Festival Internacional de Cine Político (Argentina) - É Tudo Verdade - 28º Festival Internacional de Documentários (2023) | - Menção Honrosa no Piridoc_2024 - Melhor Direção no STAR BEACH, do MA Beach Film Festival                                            |
| 2021 | A Mãe de Todas as Lutas             | | |
| 2020 | Prazer em Conhecer                  | | |
| 2019 | Meu Corpo É Mais                    | | |
| 2018 | Torre das Donzelas                  | - Mostra Internacional de Cinema de São Paulo - Seleção oficial | - Prêmio Especial do Júri - Prêmio Melhor Documentário Júri Popular                                                                   |
| 2018 | Torre das Donzelas                  | - Seleção Oficial Festival do Rio | - Prêmio Melhor documentário pelo Júri Popular - Prêmio Melhor documentário pelo Júri Oficial - Prêmio Melhor Direção de documentário |
| 2018 | Torre das Donzelas                  | - 51º Festival de Brasilia - Seleção Oficial | |
| 2018 | Torre das Donzelas                  | - Seleção Oficial Atlantidoc | |
| 2018 | Mussum, um Filme do Cacildis        | | |
| 2017 | Clara Estrela                       | - Festival de Cinema de Sófia_Bulgária - Festival MIMO PORTUGAL 2018 - Festival VERCINE - Mostra de cinema "Consciência Negra" (UFRJ) - Festival do cinema brasileiro em Paris_2018 - Seleção oficial Festival KINOARTE - Festival -CineMusica_Conservatória/RJ - Festival Atlantidoc_Uruguai - Festival de Aruanda - Festival RECINE_2017 - Festival ARQUIVO EM CARTAZ 2017 - Festival MIMO 2017 - Seleção Oficial Premiere -Brasil_Festival do Rio | |
| 2017 | Legítima Defesa                     | | |
| 2016 | Intolerância.doc                    | | |
| 2016 | Não Saia Hoje!                      | - Doc Futura 2015 - Brésil en Mouvements 2016 | Medalha de prata_NEW YORK FESTIVALS WORLD'S BEST TV & FILMS                                                                           |
| 2016 | Mataram nossos filhos               | | |
| 2016 | Silêncio no Estúdio                 | | |
| 2015 | Damas do Samba                      | | |
| 2014 | Porque Temos Esperança              | | |
| 2010 | Positivas                           | | |
| 2009 | Contracena                          | | |

### Documentários em curta-metragem
| Ano  | Título                                                  | Função                |
| 2016 | Clodoaldo Silva - O Tubarão das Piscinas                | Diretora              |
| 2012 | Rio's Red Card                                          | Diretora / roteirista |
| 2011 | Uma Visita Para Elizabeth Teixeira                      | Diretora              |
| 2008 | Mãos de Vento e Olhos de Dentro                         | Diretora / roteirista |
| 2006 | Em Direção à Ithaka (com o artista Ithaka Darin Pappas) | Diretora / roteirista |

### Televisão/VOD
| Ano  | Título                       | Canal        | Formato   | Gênero           | Função                                                 |
| ---- | ---------------------------- | ------------ | --------- | ---------------- | ------------------------------------------------------ |
| 2023 | Pecados Revelados            | GNT          | Série     | Documentário     | Diretora                                               |
| 2022 | Linhas Negras                | CineBrasilTV | Série     | Documentário     | Diretora                                               |
| 2021 | O Tempo que a Gente Tem      | GNT          | Programa  | Variedades       | Diretora                                               |
| 2020 | Tá Ligado                    | Canal Futura | Programa  | Variedades       | Diretora                                               |
| 2020 | Superbonita - 23ª temporada  | GNT          | Programa  | Variedades       | Diretora                                               |
| 2020 | Superbonita - 22ª temporada  | GNT          | Programa  | Variedades       | Diretora                                               |
| 2019 | Rotas do Ódio - 2ª temporada | Universal    | Série     | Ficção           |                                                        |
| 2018 | Rotas do Ódio                | Universal    | Série     | Ficção           | Criadora / Roteirista / Diretora / Produtora Executiva |
| 2017 | Outros Tempos                | HBO          | Série     | Série documental | diretora de episódios                                  |
| 2016 | Prepara                      | Canal Futura | Telefilme | Documentário     | diretora / roteirista / produtora executiva            |
| 2016 | Terapia da Liberdade         | Canal Futura | Telefilme | Documentário     | diretora / roteirista / produtora executiva            |
| 2015 | Apátridas                    | Canal Futura | Telefilme | Documentário     | diretora / roteirista / produtora executiva            |
| 2015 | Levante!                     | Canal Futura | Telefilme | Documentário     | diretora / roteirista / produtora executiva            |
| 2014 | Estrelas Mudam de Lugar      | Canal Futura | Telefilme | Documentário     | diretora / roteirista / produtora executiva            |
| 2014 | Vila de Provetá              | Canal Futura | Telefilme | Documentário     | diretora / roteirista / produtora executiva            |
| 2014 | Mulheres em Luta             | GNT          | Série     | Documentário     |                                                        |
| 2013 | Mulheres de Aço              | GNT          | Série     | Documentário     | Co-diretora                                            |
| 2013 | Nas Lajes                    | Canal Futura | Telefilme | Documentário     | Diretora                                               |
| 2013 | Promessas Partidas           | Canal Futura | Telefilme | Documentário     |                                                        |
| 2012 | Em busca do pai              | Canal Futura | Série     | Documentário     |                                                        |
| 2005 | Câmera, close!               | GNT          | Telefilme | Documentário     | Diretora / roteirista / produtora executiva            |

### Streaming
| Ano (estreia) | Título                     | Streaming | Formato | Gênero       | Função   |
| ------------- | -------------------------- | --------- | ------- | ------------ | -------- |
| 2023          | Jessie & Colombo           | Globoplay | Série   | Documentário | Diretora |
| 2022          | Não Foi Minha Culpa        | Star+     | Série   | Ficção       | Diretora |
| 2022          | Casão, Num Jogo sem regras | Globoplay | Série   | Documentário | Diretora |
| 2022          | Adriano Imperador          | Paramout+ | Série   | Documentário | Diretora |
| 2020          | Por um Respiro             | Globoplay | Série   | Documentário | Diretora |